# David Alan Grier
Pour les articles homonymes, voir Grier.
David Alan Grier est un acteur, scénariste et producteur américain né le 30 juin 1956 à Détroit, Michigan (États-Unis).

## Biographie
David Alan Grier est le fils de l'écrivain (co-auteur du livre Black Rage (en))  et psychiatre William Henry Grier et d'Aretas Ruth Dudley Grier, une enseignante, .
Après ses études secondaires, il est admis à l'université du Michigan, où il obtient le Bachelor of Arts (licence) option radio, télévision, cinéma ; il poursuit des études à la Yale School of Drama (en) d'où il sort avec le diplôme du Master of Arts.
En mars 2009, il est candidat de la 8e saison de Dancing with the Stars. Il est en compétition avec notamment Denise Richards, Gilles Marini, Lil'Kim, Steve-O, Belinda Carlisle, Steve Wozniak ou encore Shawn Johnson, la gagnante.

## Filmographie

### Cinéma
- 1983 : Streamers : Roger
- 1984 : A Soldier's Story : Le caporal Cobb
- 1985 : Beer : Elliott Morrison
- 1987 : From the Hip : Steve Hadley
- 1987 : Cheeseburger film sandwich : Don 'No Soul' Simmons (segment "Blacks Without Soul")
- 1988 : Saigon, l'enfer pour deux flics (Off Limits) : Rogers
- 1988 : Lui et moi : Peter Conklin
- 1988 : I'm Gonna Git You Sucka : Newsman
- 1990 : Loose Cannons : Drummond
- 1990 : Un ange... ou presque : L'inspecteur Bill
- 1992 : Boomerang : Gerard Jackson
- 1994 : En avant, les recrues ! (In the Army Now) : Fred Ostroff
- 1994 : Blankman : Kevin Walker
- 1995 : Goldilocks and the Three Bears : Spike
- 1995 : Tales from the Hood : Carl
- 1995 : Jumanji : Carl Bentley
- 1997 : Les Rapaces (Top of the World) : L'inspecteur Augustus
- 1997 : McHale's Navy : Charles T. Parker
- 1999 : Freeway II: Confessions of a Trickbaby : M. Butz
- 1999 : Stuart Little : Voix de Red
- 2000 : 3 Strikes : L'inspecteur Jenkins
- 2000 : Droit au cœur : Charlie Johnson
- 2000 : Les Aventures de Rocky et Bullwinkle : Measures
- 2001 : 15 Minutes : Le voleur à main armée à Central Park
- 2003 : Baadasssss! de Mario Van Peebles : Clyde Houston
- 2003 : Tiny Tiptoes : Jerry Robin Jr.
- 2004 : The Woodsman : Bob
- 2005 : Ma sorcière bien-aimée : Jim Fields
- 2006 : Little Man : Jimmy
- 2008 : The Poker House : Stymie
- 2008 : An American Carol : Rastus Malone
- 2009 : Dance Movie : Sugar Bear
- 2010 : Something Like a Business : 3D
- 2015 : Road Hard : Michael Gerad
- 2019 : Native Son de Rashid Johnson
- 2023 : Ils ont cloné Tyrone (They Cloned Tyrone) de Juel Taylor
- 2023 : La Couleur pourpre de Blitz Bazawule
- 2024 : The American Society of Magical Negroes de Kobi Libii :

### Télévision

#### Séries télévisées
- 1986 : All Is Forgiven : Oliver Royce
- 1988 : Tanner '88 : L'homme des services secrets
- 1995 : The Preston Episodes (en) : David
- 1998 : Damon : Bernard
- 2000 : DAG : Jerome Daggett
- 2002 : Boston Public : Laurence Williams (saison 2 épisode 20)
- 2002 - 2004 : Life with Bonnie (en) : David Bellows
- 2005 : Ma famille d'abord : Jimmy
- 2010 : New York, unité spéciale : Jeremy Swift (saison 12, épisode 6)
- 2010 : Bones : Bunsen Jude (saison 6, épisode 4)
- 2013 : Happy Endings : Terry Chuckles (saison 3 épisode 14)
- 2014 : The Soul Man : Jesse (saison 3 épisode 2)
- 2014 : Bad Teacher : Le principal Carl Gaines
- depuis 2015 : The Carmichael Show : Joe Carmichael
- 2018 : Les Désastreuses Aventures des orphelins Baudelaire : Hal
- 2021 : Arrête Papa, tu me fais honte ! (Dad Stop Embarrassing Me!) : Pops

#### Téléfilms
- 1999 : À chacun son tour (A Saintly Switch) : Dan Anderson
- 1999 : American 60's (The '60s) : Fred Hampton
- 2000 : L'Ange du stade (en) (Angels in the Infield) : Bob Bulger
- 2002 : King of Texas : Rip
- 2005 : Le Magicien d'Oz des Muppets : Oncle Henry

## Voix francophones
En France, Thierry Desroses et Rody Benghezala sont les voix régulières en alternance de David Alan Grier.